# Rezerwat przyrody Czarna Rózga
Czarna Rózga – leśny rezerwat przyrody w gminie Przedbórz, w powiecie radomszczańskim, w województwie łódzkim, po wschodniej stronie Pasma Przeborsko-Małogoskiego w Przedborskim Parku Krajobrazowym, w pobliżu miejscowości Żeleźnica, przy granicy województwa świętokrzyskiego, na terenie wybitnie podmokłym.
Utworzony w roku 1996 na powierzchni 185,60 ha w celu zachowania ze względów naukowych i dydaktycznych naturalnych ekosystemów wilgotnych lasów liściastych z licznymi drzewami pomnikowymi oraz gatunkami rzadkich chronionych roślin zielnych.
Utworzenie rezerwatu ma za zadanie chronić ten obszar przed zmianami powodującymi osuszenie terenu. W sieci obszarów chronionych Wyżyny Małopolskiej, a także całej środkowej Polski nie ma już nigdzie tak dużej powierzchni mokrych eutroficznych lasów liściastych z całą różnorodnością biologiczną. Rezerwat „Czarna Rózga” uzupełnia tę sieć o obiekt wartości unikatowej.
W rezerwacie gatunkiem dominującym jest olsza, a ponadto rosną tu: jodła, brzoza, buk, sosna, dąb, grab, osika. W granicach rezerwatu drzewostany są prawie wyłącznie naturalnego pochodzenia. Ekosystem tego lasu ma ogromną siłę regeneracji, toteż szybko zanikają ślady dawnych zrębów, wypasu itp. W rezerwacie rośnie grupa starych dębów i innych drzew, które pozostawiono w toku przeszłej gospodarki leśnej. Niektóre mają imponujący wygląd, wszystkie są prawdziwą ozdobą lasu, spełniając jednocześnie rolę dawców cennego materiału siewnego, jak i będąc miejscem gnieżdżenia się dużych ptaków. Na florę rezerwatu składa się ponad 300 gatunków. Do najcenniejszych należą rośliny górskie o nielicznych stanowiskach występowania na niżu, takie jak: widłak wroniec, kokoryczka okółkowa, trybula lśniąca, nerecznica szerokolistna. W rezerwacie rosną następujące gatunki roślin chronionych całkowicie: wawrzynek wilczełyko, bluszcz pospolity, widłaki (jałowcowaty, wroniec, goździsty) i pomocnik baldaszkowy.
Zwierzęta znajdują tutaj doskonałe warunki do życia. Spotkać tu można żmiję zygzakowatą, padalca, zaskrońca, rzekotkę drzewną, a z ptaków stale gnieżdżącego się tu myszołowa oraz sporadycznie bociana czarnego.
Obszar rezerwatu objęty jest ochroną czynną.